# Josef Augusta (hockey sur glace)
Pour les articles homonymes, voir Josef Augusta et Augusta.
Josef Augusta (né le 24 novembre 1946 à Havlíčkův Brod en Tchécoslovaquie aujourd'hui ville de République tchèque et mort le 16 février 2017 à Jihlava en République tchèque également) est un joueur et entraîneur professionnel de hockey sur glace.

## Carrière

### Carrière de joueur
Josef Augusta a évolué en tant qu'ailier gauche et commence sa carrière de joueur pour le club de sa ville natale, le Jiskra Havlíčkův Brod en 1956. Le club évolue alors en 2. liga, le second championnat de Tchécoslovaquie. Il y reste jusqu'à la fin de la saison 1963-64 et rejoint alors le HC Dukla Jihlava. Il remporte avec le club son premier titre de champion du pays en 1967 et en fait de même lors des cinq saisons qui suivent.
Il est sélectionné pour la première fois avec l'équipe nationale de Tchécoslovaquie lors du championnat du monde 1969. L'équipe finit à la troisième place et il remporte alors sa première médaille de sa carrière internationale.
En 1973, le TJ Tesla Pardubice vient mettre fin à la série du club d'Augusta mais c'est pour mieux remporter une nouvelle fois le titre en 1974 puis une dernière fois pour Augusta en 1982. Il remporte également avec le Dukla Jihlava la Coupe Spengler en 1965, 1966, 1968, 1978 et 1982.
Il doit attendre le championnat du monde 1974 pour jouer une nouvelle fois sous le maillot national. Il remporte alors sa seconde médaille, une médaille d'argent, l'équipe finissant derrière les Soviétiques. Il remporte une nouvelle médaille d'argent en 1975 et l'année suivante, il participe à l'édition 1976 de la Coupe Canada. Il va inscrire un but dans le match décisif contre le Canada même si finalement l'équipe perd en prolongation 4 buts à 5. La même année, il joue les Jeux olympiques et remporte la médaille d'argent pour laisser encore une fois la médaille d'or aux Soviétiques. En 1978, il remporte sa dernière médaille au cours d'une compétition internationale et il s'agit d'une nouvelle médaille d'argent, l'or étant toujours attribué à l'URSS.
Il joue une dernière saison en 1982-1983 avec le club de VER Selb qui évolue alors dans la 2. Bundesliga, le second échelon allemand. À l'issue de la saison, le club est relégué et il met fin à sa carrière de joueur.

### Carrière d'entraîneur
À la suite de sa retraite, Josef Augusta devient entraîneur de hockey en entraînant l'équipe nationale tchécoslovaque. Au début de la saison 1993-1994, première saison de la nouvelle ligue, l'Extraliga, il est l'entraîneur du AC ZPS Zlín mais est limogé avant la fin de la saison. Il rejoint alors l'HC Olomouc, club qu'il va emmener au titre de premier champion de République tchèque.
Avec Ivan Hlinka, il remporte sa première médaille d'or en tant qu'entraîneur adjoint de l'équipe de République tchèque lors du championnat du monde 1999. Quand Hlink est engagé par les Penguins de Pittsburgh de la Ligue nationale de hockey en février 2000, Augusta prend finalement la suite et va remporter deux nouvelles médailles d'or lors des éditions de 2000 et 2001 mais il ne pourra pas pour autant guider sa nation vers un quatrième titre consécutif, les Russes venant saper les espoirs des Tchèques en quart-de-finale.
Alors que l'équipe a également fini à la cinquième place des Jeux olympiques de Salt Lake City, il est démis de ses fonctions et est remplacé par Slavomír Lener.
Josef Augusta meurt le 16 février 2017 après avoir lutté plusieurs années contre un cancer.

## Clubs, statistiques et médailles

### Club
- Jiskra Havlíčkův Brod — 1956 - 1964,
- HC Dukla Jihlava — 1964 - 1982
- VER Selb — 1982-1983

### En équipe nationale
Il porte le maillot de l'équipe nationale pendant 100 matchs, inscrivant 24 buts.
- Championnat du monde
  -  Médaille d'or - 1999, 2000 et 2001 (en tant qu'entraîneur avec la République tchèque)
  -  Médaille d'argent - 1974, 1975 et 1978 (en tant que joueur)
  -  Médaille de bronze - 1969 (en tant que joueur)
- Jeux olympiques
  -  Médaille d'argent - 1976 (en tant que joueur)
  - 2002 - cinquième place (en tant qu'entraîneur avec la République tchèque)
- Coupe Canada
  -  Médaille d'argent - 1976 (en tant que joueur)